# Федька
«Фе́дька» — художественный фильм, снятый в 1936 году, режиссёром Николаем Лебедевым по повести Дойвбера Левина, опубликованной после выхода фильма, в 1938 году в журнале «Звезда» № 8.
В 1930-е годы фильм неофициально называли «детский „Чапаев“».
 В роли полковника Степанова дебютировал Константин Скоробогатов.

## Сюжет
Об участии детей в Гражданской войне.
 Жителю украинского села мальчику Федьке, ставшему свидетелем расправы белогвардейцев над отцом, председателем сельсовета, удаётся спастись. Подобранный отрядом будённовцев, он обучается грамоте и военной дисциплине. Выполняя разведывательное задание, попадает в плен, но с помощью пулемётчика Василия совершает побег и сообщает своим о расположении белых. Вместе с красноармейцам ездовым на тачанке он участвует в атаке, огнём из пулемёта косит цепи белых. Преследуя врага, Федька берёт в плен одного из них и узнаёт в нём убийцу своего отца. Дисциплинированность берёт верх над чувством мести, он сдаёт убийцу в штаб отряда под трибунал.

## В ролях
- Николай Кат-Оглу — Федька
- Анатолий Кузнецов — Трофим Иванович, отец Федьки
- Иван Савельев — комиссар
- Александр Засорин — Василий Сорокин, пулемётчик
- Тимофей Ремизов — Мишка, пулемётчик
- Н. Скальский — Гришко Скобло
- Матвей Павликов — белый офицер
- Владимир Захаров — боец взвода
- Николай Рождественский — командир взвода

в титрах не указаны
- Пётр Алейников — селянин
- Павел Волков — командир отряда
- Иван Кузнецов — боец
- Василий Меркурьев — Лука
- Константин Скоробогатов — полковник Степанов